# Лахман, Карен
Карен Вильхельмине Лахман (дат. Karen Vilhelmine Lachmann, 30 мая 1916 — 30 сентября 1962) — датская фехтовальщица, призёр Олимпийских игр, многократная чемпионка мира.

## Биография
Родилась в 1916 году в Пекине, где её отец работал инженером. Происходила из богатой еврейской семьи, с детства брала частные уроки у преподавателя фехтования, выходца из франции Леонса Мао (Махаута). В 1936 году приняла участие в Олимпийских играх в Берлине, где заняла 5-е место. В 1937 году завоевала бронзовую медаль первого официального чемпионата мира.
В 1947 году стала чемпионкой мира. В 1948 году вновь стала чемпионкой мира, а также завоевала серебряную медаль Олимпийских игр в Лондоне. На чемпионатах мира 1949 и 1959 годов завоёвывала серебряные медали. В 1952 году стала бронзовой призёркой Олимпийских игр в Хельсинки. В 1954 году вновь стала чемпионкой мира.